# Wolekleskarspitze
Wolekleskarspitze är en bergstopp i Österrike.   Den ligger i distriktet Reutte och förbundslandet Tyrolen, i den västra delen av landet, 500 km väster om huvudstaden Wien. Toppen på Wolekleskarspitze är 2 522 meter över havet, eller 61 meter över den omgivande terrängen. Bredden vid basen är 0,16 km.
Terrängen runt Wolekleskarspitze är huvudsakligen bergig. Runt Wolekleskarspitze är det ganska glesbefolkat, med 28 invånare per kvadratkilometer.. Närmaste större samhälle är Tannheim, 17,6 km norr om Wolekleskarspitze. 
I omgivningarna runt Wolekleskarspitze växer i huvudsak barrskog.